# Isla Nublar

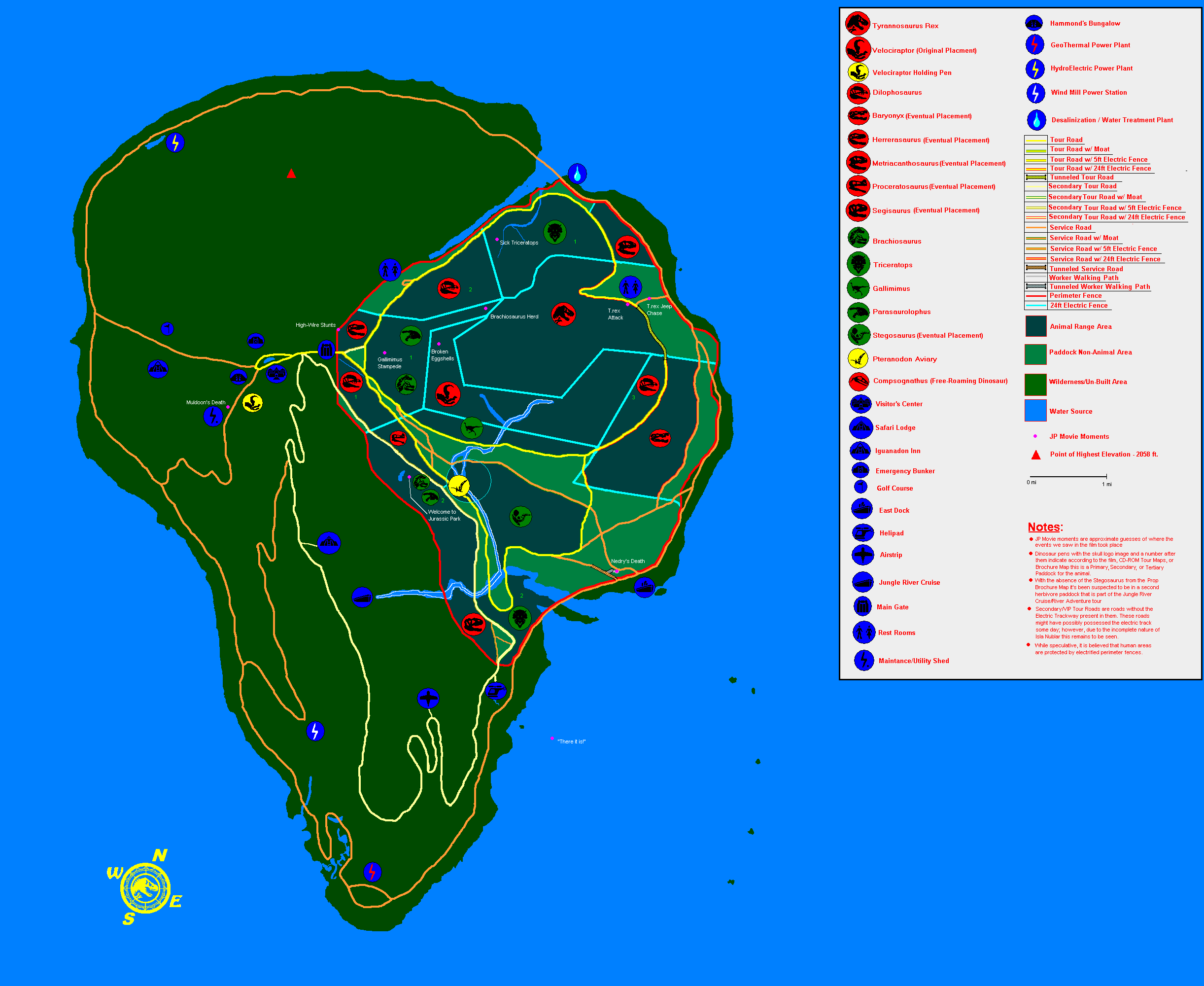
Isla Nublar hoe het werd getoond in de film Jurassic Park (1993).

Isla Nublar ("Wolkeneiland", Site A) is een fictief Costa Ricaans eiland waar de themaparken Jurassic Park (in de roman en in de film) en Jurassic World zich bevinden. Het eiland wordt voor het eerst getoond in de roman Jurassic Park uit 1990. In de filmadaptie van de roman is het eiland breder dan die in het boek. Isla Nublar zou 120 zeemijlen zuidwest van de kust van Costa Rica liggen. Het eiland wordt al sinds de late jaren 80 bewoond door prehistorische dinosauriërs. Het fictieve bedrijf InGen bezat Isla Nublar niet, maar kreeg een gebruiksrecht voor 99 jaar. De grootste berg van het eiland is een slapende vulkaan, Mount Sibo. De vulkaan barst toch uit, en verwoest Isla Nublar (de verhaallijn van Jurassic World: Fallen Kingdom).
Isla Nublar heeft vijf zustereilanden, die samen Las Cinco Muertes (De Vijf Doden) worden genoemd. Het grootste eiland is Isla Sorna, waar The Lost World: Jurassic Park en Jurassic Park III zich afspelen. InGen was eigenaar van Isla Sorna.

## Vóór Jurassic Park[bron?]
In 1525 werd Isla Nublar ontdekt door Spaanse ontdekkingsreiziger Diego Fernández. Zijn vondst zou het volgende jaar door Nicholas Deigweldez "Wolkeneiland" worden genoemd vanwege de zwarte rook die in de lucht hing. Dit was de eerste documentatie van Mount Sibo. Deigweldez ontdekte ook een bevolking op Nublar, die zich de "Bri-bri" of "Tunsi" noemden, wat "de watermannen" betekent. Zij noemden Nublar "Quasi" of "het huis voorbij water". Naast hen leefden het Isla Nublaarse getande hert en de bruine pelikaan, die twee of drie eeuwen later hun leefgebied zouden delen met de gevaarlijke gekloonde dinosauriërs van InGen. Toen in 1985 de constructie van het park van start ging, ontdekte het team van InGen de Tunsi. Het idee om hen te verplaatsen naar Isla Mataceros zorgde voor tegenstand bij de bevolking. In 1987 vond er een veldslag plaats op Nublar, waarbij InGen de strijd won en de Tunsi naar het kleine Isla Pena stuurde. In 1989 werden de eerste dinosauriërs over gebracht naar Isla Nublar van Isla Sorna.

## InJurassic Park(boek - 1989)
In de originele roman van Michael Crichton is Isla Nublar een heel klein eiland, 40 minuten vliegen van San José, de hoofdstad van Costa Rica. John Hammond, CEO van InGen, zei dat het 3 mijlen breed is en 8 mijlen lang. Isla Nublar is ontstaan door vulkanische activiteit. Langs de zuidelijke kant van het eiland bevinden zich natuurlijke stoomopeningen die op de voortdurende vulkanische activiteit wijzen. De vulkanische activiteit maakte het mogelijk een geothermische centrale te bouwen in de noordelijke bergen.

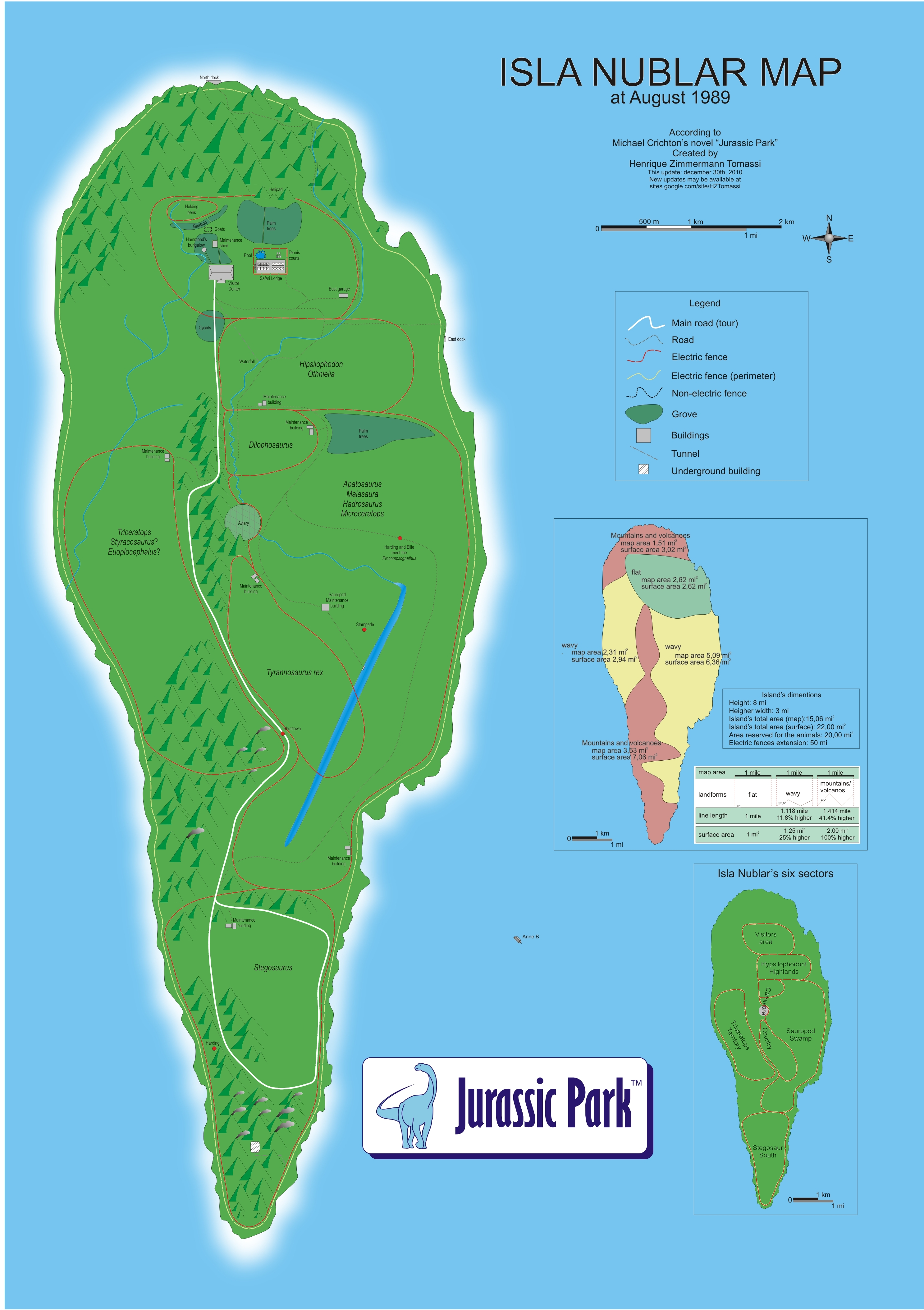
Isla Nublar, hoe het werd getoond in de roman.

De vorm van het eiland is die van een omgekeerde regendruppel, met hoge bergen die het noorden bezetten, en een vlakte in het zuiden. De hoogteverschillen creëren een reeks van microklimaten, met tropisch regenwoud dat de lagere hoogte domineert en gematigd regenwoud dat de hogere hoogten van het noorden domineert. Isla Nublar betekend "wolkeneiland" in het Spaans, en is zo genoemd omdat de stoomopeningen en oceaanstromingen meestal bewolkte omstandigheden en nevelwoud op het eiland veroorzaken. In het midden van Isla Nublar is een gigantische kunstmatige lagune gemaakt die de Tyrannosaurus- en Maiasaura-graslanden overspant, en stroomt in een rivier die naar het noorden stroomt, helemaal door het Dilophosaurus-grasland en eindigt in een kunstmatige waterval die de toegang tot een gebruikstunnel maskeert.
In de roman heeft InGen een uitgebreide infrastructuur om bezoekers te huisvesten en bevat het eiland 15 verschillende dinosaurussoorten, gecentreerd in de noordelijke sector van Isla Nublar. Het bezoekerscentrum is gelegen aan de voet van de bergen. Er is een apart hotel, met een aangelegd zwembad. Het bezoekerscentrum bevat tentoonstellingsruimte voor educatieve doeleinden, de laboratoria, de operatiekamer, een garage waar de elektrische touringcars worden onderhouden en een broederij waar bezoekers pasgeboren dinosaurussen kunnen observeren. John Hammond beschikt ook over een privé-bungalow in een afgelegen gebied nabij het bezoekerscentrum. Twee dokken - aan de oost- en noordkant van het eiland - beheren de aanvoer van het vasteland. Een themapark-rivierrit is nog in aanbouw, net zoals een volière om de pterosauriërs in te huizen. Er is een ook een luxueus bergtoprestaurant in aanbouw wanneer de roman zich afspeelt. Kriskras door het eiland zijn mijlen ondergrondse betonnen onderhoudstunnels die de graslanden met elkaar verbinden.
De roman eindigt met de Costa Ricaanse luchtmacht die een napalmbom laten vallen op Isla Nublar, waardoor alle dinosauriërs worden uitgeroeid. Dit wordt bevestigd in het vervolg van Crichton uit 1995, The Lost World.

## InJurassic Park(film - 1993)

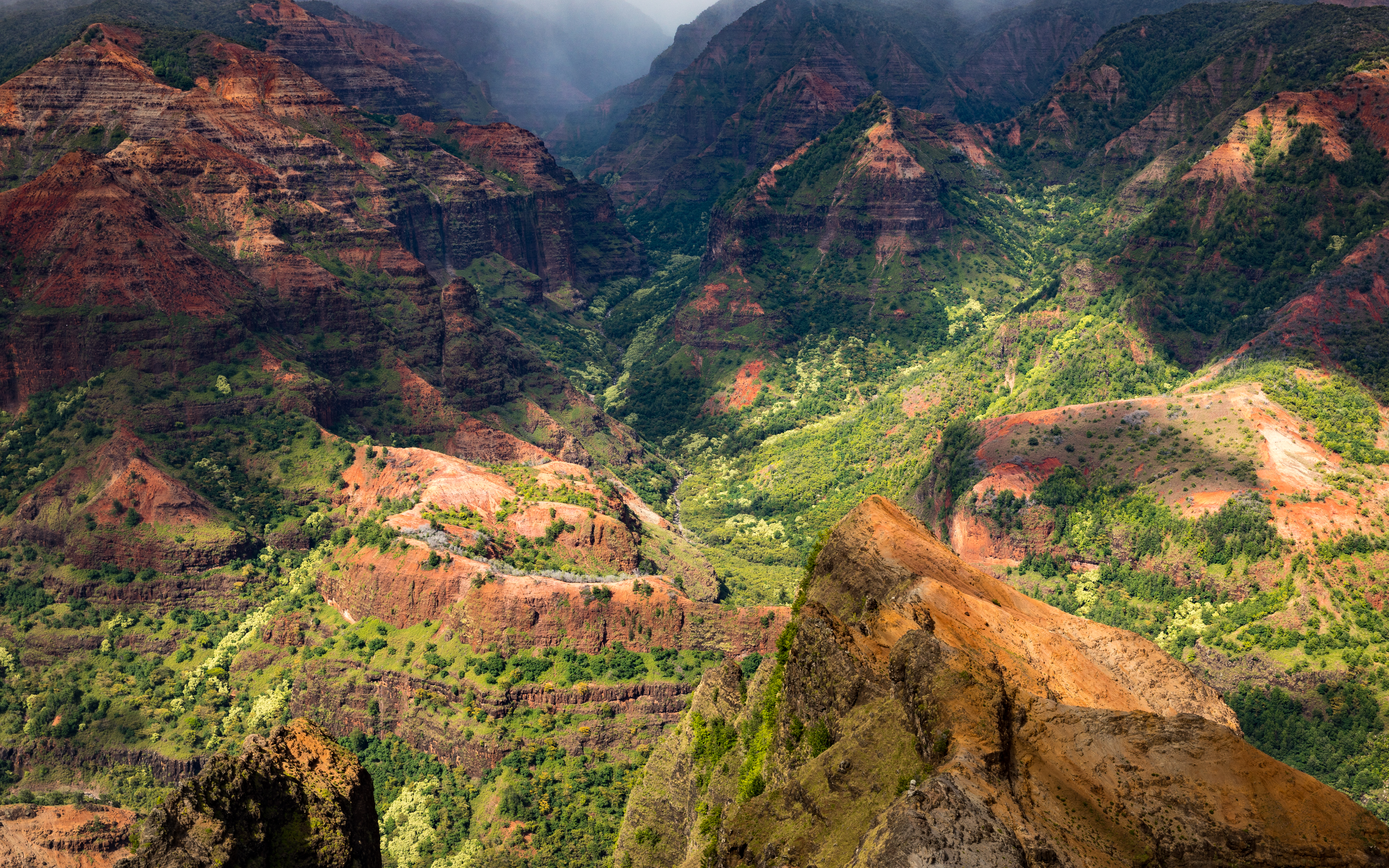
De Waimea Canyon in Kauai werd gebruikt als een stand-in voor Isla Nublar.

Isla Nublar, zoals het wordt afgebeeld in Jurassic Park is een groot, bergachtig eiland bedekt door een tropisch regenwoud, 120 mijlen (190 kilometer) zuidwest van Costa Rica. Het werd verhuurd aan John Hammonds International Genetics Corporation (InGen) en de constructie van Jurassic Park is tijdens de film bijna afgerond.
Kaarten van het eiland die werden gebruikt in de film en promotiematerialen, beelden het uit als dezelfde omgekeerde regendruppel uit de roman. Volgens de film domineerden hoge bergen het noorden en oosten van het eiland, terwijl Jurassic Park zelf was gebouwd in de noordoostelijke sector, omcirkeld door een 50 mijl lange omheining. Zoals in de roman is er zowel een noord- als een oostdok, maar alleen het dok in het oosten wordt genoemd wanneer Dennis Nedry zijn dinosaurusembryo's probeert de smokkelen naar het vasteland. Het bezoekerscentrum en zijn ondersteunende gebouwen bevinden zich in een op zichzelfstaande sector in het midden van het eiland, genesteld aan de basis van de noordelijke bergen en omringd door een kleinere omheining.

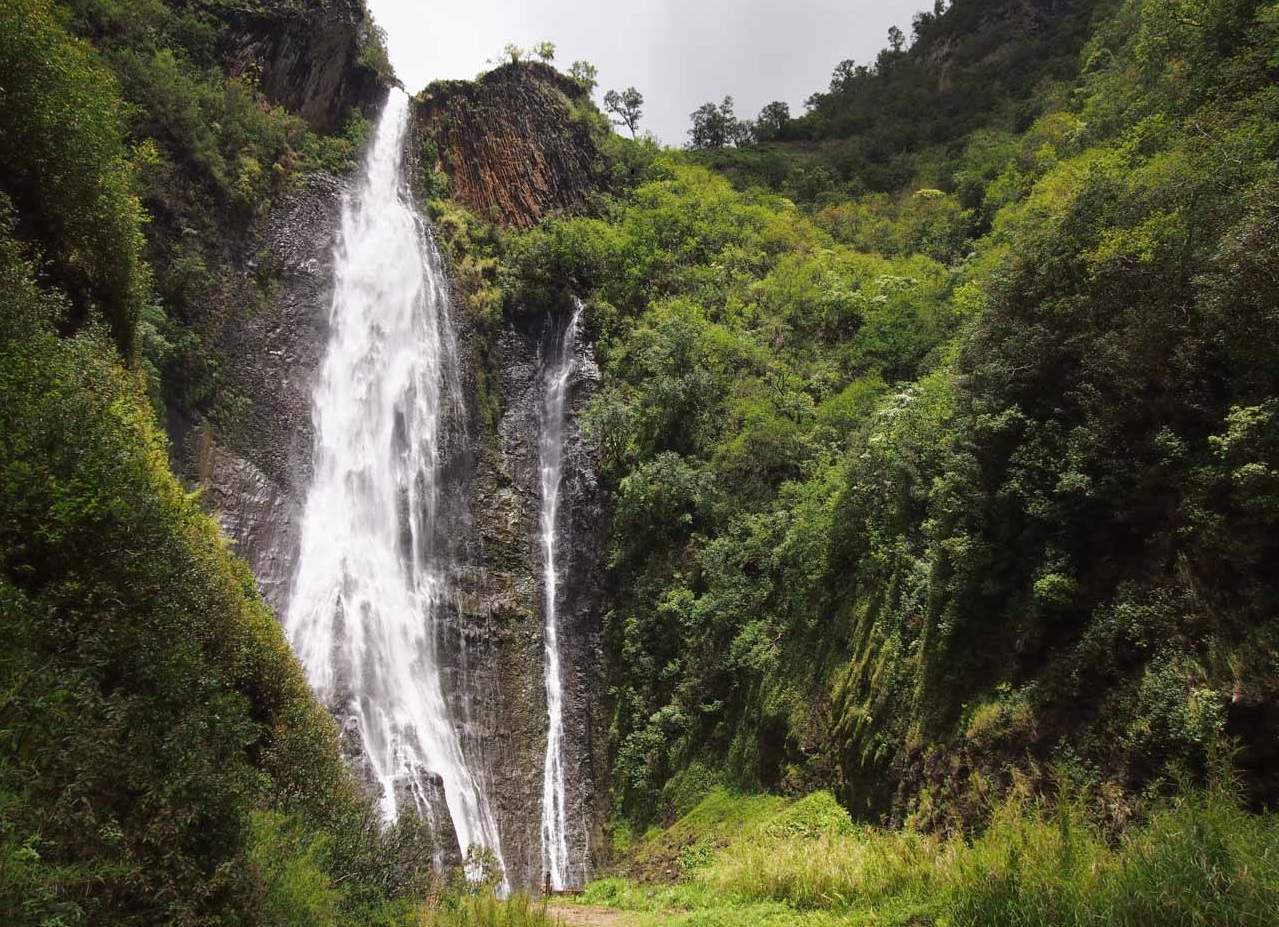
Manawaiopuna Falls, waar de helikopter landt.

Het bezoekerscentrum, in de stijl van een Afrikaanse hut, heeft een rotunda van twee verdiepingen in het midden met onafgewerkte tentoonstellingsruimte op beide niveaus. De fossielen van een Tyrannosaurus en een Alamosaurus hangen aan het plafond als het middelpunt van de ingang. De controlekamer, laboratorium, garage en theater bevinden zich allemaal in dit complex. Er is ook een groot restaurant met een buitenterras en giftshop. Het restaurant heeft een grote keuken onder toezicht van een gastronomische chef. De Velociraptors worden gehouden in een speciaal gebouwde insluiteenheid nabij het bezoekerscentrum met uitkijkplatform en wachttoren. Er is ook een schuilplaats gebouwd, voor noodgevallen, en een onderhoudsloods waar de generator staat die het elektriciteitsnet op het eiland aanstuurt. In de film bereiken de bezoekers het eiland met een helikopter en vliegen door een groene bergvallei alvorens te landen op het helikopterplatform aan de voet van een waterval. Zoals in de roman heeft InGen een infrastructuur van elektrische omheiningen geconstrueerd, een betonnen weg en een geëlektrificeerde rijweg waarmee de bezoekersvoertuigen tijdens hun rondleidingen door de verschillende dinosaurus-graslanden worden geleid. Er zijn 12 soorten dinosauriërs met hun eigen graslanden, vergeleken bij de 15 soorten uit de roman.
Tijdens de lunchscène in het bezoekerscentrum tonen dia's in de achtergrond toekomstige attracties in aanbouw in het park. Deze omvatten een "Jungle River Ride (jungle-rivierrit)", een volière en een aparte restaurantfaciliteit.
Het noordelijkste eiland in Hawaii, Kauai, bekend als het "Garden Isle", werd veel gebruikt om buitenkanten te filmen die Isla Nublar voorstelden. In de film vliegt de helikopter met Hammond en zijn bezoekers langs de Nā Pali Coast, gaat dan de Hanaepepe Valley in voordat hij landt op een helikopterplatform aan de voet van een waterval, in feite Manawaiopuna Falls. Andere Kauai-locaties waren de Valley House Plantation Estate, waar de façade van het bezoekerscentrum en noodbunker werden geconstrueerd, en Allerton Garden, gebruikt voor de buitenkant van de onderhoudsloods en de scene waar Grant, Lex en Tim pas uitgekomen dinosauruseieren vinden. Het eiland van O'ahu werd ook gebruikt om de Gallimimus-scène te filmen in Kuola Ranch, met de eilanden van Maui en Ni'ihau. De scène bij de omheining, waarbij dr. Grant en de kinderen het hek over moesten klimmen, werd gebouwd in de Waimea Canyon op Kauai.

## InThe Lost World: Jurassic Park(1997)
Isla Nublar werd niet getoond in het vervolg op Jurassic Park, The Lost World: Jurassic Park, maar het grotere Isla Sorna ("sarcasme-eiland") wel. In het begin van de film legt John Hammond uit aan Ian Malcolm dat Isla Nublar maar "de showroom" was voor toeristen, en Isla Sorna de plaats was waar alle dieren werden uitgebroed voor ze naar het park werden verhuisd.
Er zijn geen details gegeven aan het publiek over wat er is gebeurd met Isla Nublar. Wel wordt er verteld dat InGen bijna failliet gaat, en de Britse familie Bowman is woedend op InGen omdat hun dochter ernstig gewond raakte in een aanval veroorzaakt door een groep compsognathussen. Daarom brengt de nieuwe CEO van InGen, Peter Ludlow, dieren van Isla Sorna naar San Diego om geld te recupereren.

## InJurassic Park III(2001)
Tijdens een discussie met Alan Grant zegt Paul Kirby dat ze iemand nodig hadden die al op Isla Sorna was geweest. Grant, daartegen, zegt dat hij nog nooit op dit eiland is geweest, waarop Paul antwoordt van wel, want hij heeft een boek geschreven over de gebeurtenissen in Jurassic Park. Billy Brennan, Grants student, corrigeert Paul zelfs dat dat Isla Nublar was, en dat dit Isla Sorna, Site B is.

## InJurassic World(2015)

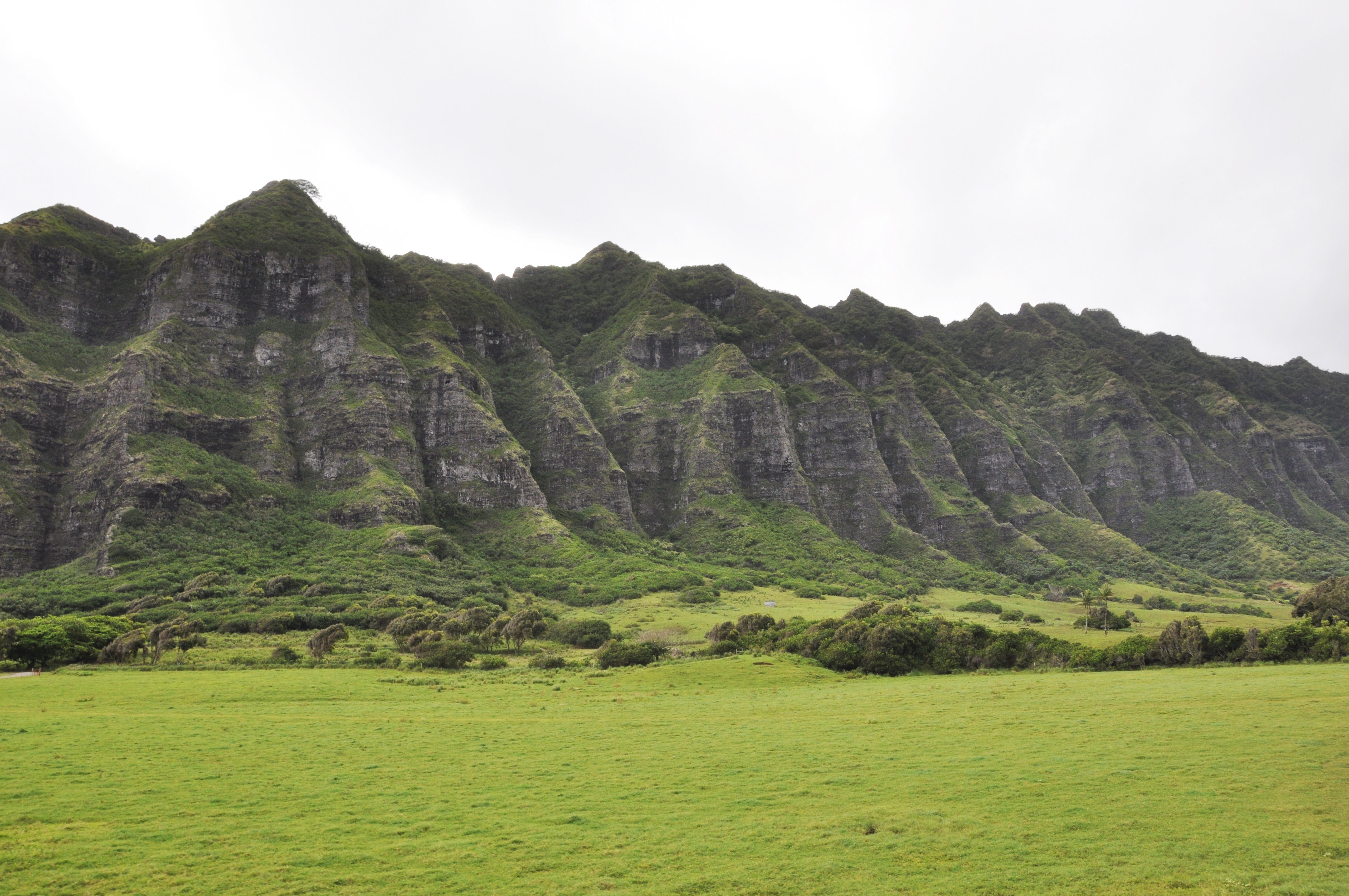
Filmmakers keerden terug naar de Kualoa Ranch, waar de Gallimimus-scène in de originele film werd gefilmd.

Jurassic World hergebruikt Isla Nublar als de belangrijkste setting. Deze keer is het de plaats van de operationele en enorm succesvolle versie van het originele park: Jurassic World. InGen is nu de dochteronderneming van Masrani Global Corporation, die InGen kocht kort na de gebeurtenissen van The Lost World: Jurassic Park. Het nieuwe park bestaat al 10 jaar op dat moment (2015). Simon Masrani vermeldt dat hij InGen kocht om John Hammond's laatste wens te vervullen, namelijk een succesvol dinosaurus-attractiepark.
In Jurassic World staat het nieuwe bezoekerscentrumcomplex in het midden van het eiland, het middelpunt van een netwerk van winkelketens en restaurants en in het midden een brede hoofdstraat. Het bezoekerscentrum is zelf een grotere versie van het originele bezoekerscentrum in Jurassic Park , met een rotunda met meerdere verdiepingen, dinosaurushologrammen, interactieve displays en een standbeeld ter ere van John Hammond. Er is een laboratorium, het Hammond Creation Lab, waar bezoekers achter glas kunnen bekijken wat de wetenschappers doen. Een gigantische lagune, waar de Mosasaurus woont, vormt het middelpunt van het bezoekers-complex. Er is ook een amfitheater met uitzicht op de lagune voor de Mosasaurus-voedingstijden (zoals in SeaWorld); de zitrijen kunnen onder het oppervlak worden neergelaten om het wezen achter glas te bekijken. Dit wordt tijdens de voedingsshow van tevoren aangekondigd, zodat de bezoekers hier niet van zouden kunnen schrikken. Er is ook een kinderboerderij waar kinderen kleine dinosaurussen kunnen aanraken en erop kunnen rijden. Bezoekers worden getransporteerd naar Isla Nublar op enorme veerboten en worden naar het bezoekerscentrum gebracht via monorails die stoppen aan een groot station. Het controlecentrum staat op een berg en is verboden voor toeristen. Sommige attracties uit de originele roman komen ook in de film terug, zoals een volière en een junglerivierrit, de "Krijt Cruise". "Gyrosferen"(rollende glazen bollen met stoelen) brengen bezoekers naar een veld vol exemplaren van Apatosaurus, Parasaurolophus, Stegosaurus en Triceratops. In Jurassic World zijn er 20 soorten dinosaurussen - 14 herbivoren en 6 carnivoren.
Het noorden van het eiland, waar het originele Jurassic Park was gebouwd, is een verboden gebied en dus niet toegankelijk voor toeristen. De insluitingseenheid waar de Indominus rex in zit, werd gemaakt in deze sector. Ergens in het midden van de film vinden Zach en Gray, twee hoofdpersonages, de ruïnes van het originele Jurassic Park Visitor Center, overgroeid met vegetatie. Het bezoekerscentrum blijkt verlaten te zijn sinds Rexy, de Tyrannosaurus, in gevecht kwam met de bloeddorstige velociraptors; de vernietigde banier en stukken skelet van de Tyrannosaurus en de Alamosaurus liggen nog op de vloer. Zach en Gray verkennen de garage en kunnen een van de Jeep Wranglers aan het werk krijgen.
De film zegt dat Jurassic Park niet gesloopt werd, maar verlaten, met uitzondering van het deel dat nu Jurassic World is. Het blijkt ook dat sommige dinosauriërs van het originele Jurassic Park het hebben overleefd: de tyrannosaurus is namelijk dezelfde die in 1993 losbrak en heeft nog altijd de littekens die ze kreeg in dat gevecht met de velociraptors in het bezoekerscentrum.
Het productieteam keerde terug naar Kauai om luchtfoto's te maken voor Isla Nublar, en filmden ook kleinere reeksen in de Honolulu Zoo, het Hawaii Convention Center, en de Kualoa Ranch voor de scènes met de gallimimussen in de vallei. Het grootste deel van de film werd echter gefilmd in New Orleans, waar de hoofdstraat werd geconstrueerd in de parking van het verlaten Six Flags New Orleans-attractiepark.

## InJurassic World: Fallen Kingdom(2018)
In de eerste scène van de film komt een duikboot de lagune van Jurassic World binnen, een paar weken na het Jurassic World-incident, om een rib van de Indominus rex op te halen. De helikopter die het bot bij zich heeft, laat per ongeluk de poort van de lagune wijd open, waardoor de mosasaurus ontsnapt van Isla Nublar. Drie jaar later begint de slapende vulkaan van Isla Nublar, Mount Sibo, weer tot leven te komen. Dit bedreigt alle dinosauriërs van Isla Nublar en als er niks wordt gedaan, zullen ze sterven. Na een hevige uitbarsting, beginnen de lava en pyroclastische stroom hun weg naar de kusten van Isla Nublar te vinden, en het laatste wat we zien van het eiland is de originele brachiosaurus (de eerste dinosauriër die het publiek kreeg te zien op Nublar en ook de laatste), die verteerd wordt door lava en rook. Het wordt gesuggereerd dat Isla Nublar nu vernietigd en levenloos is.

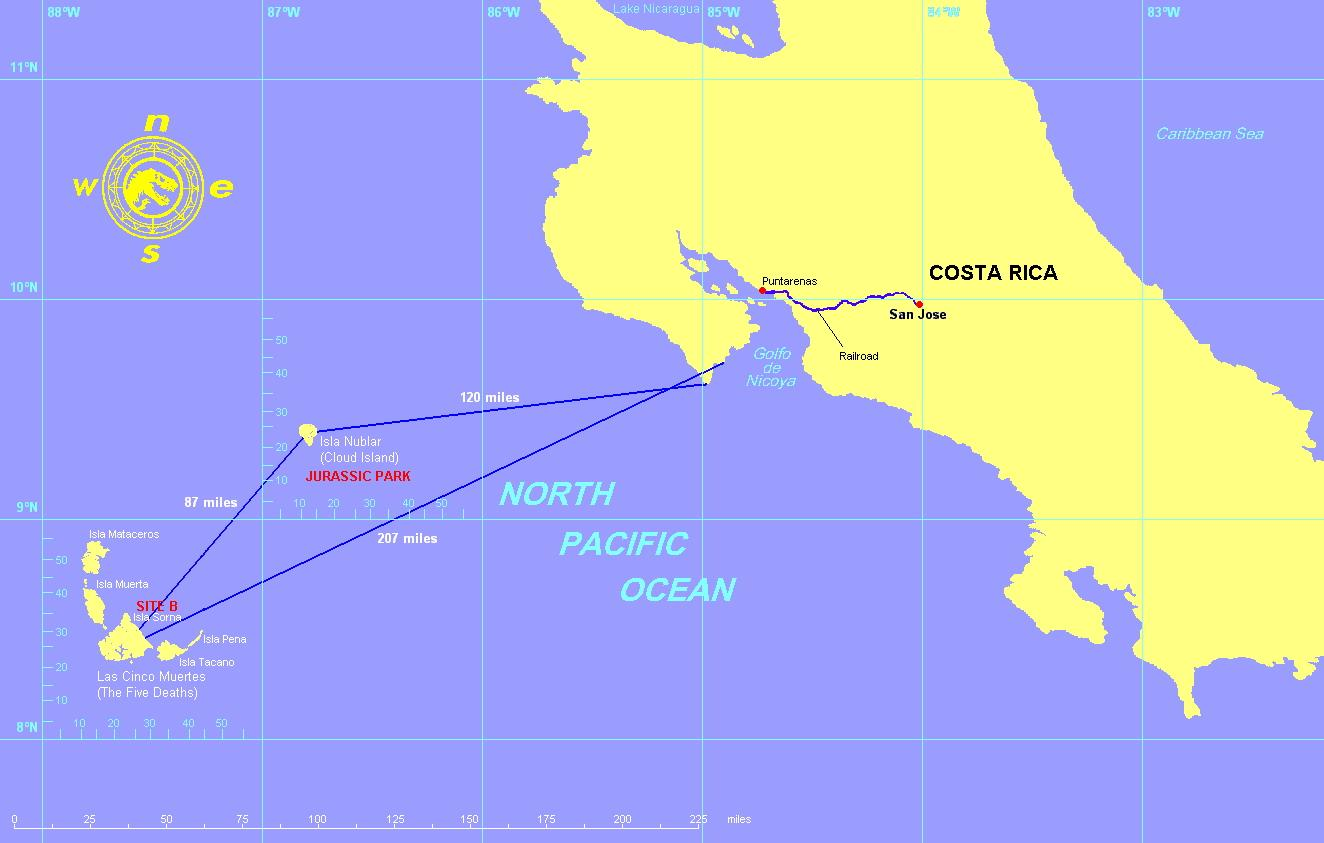
Costa Rica, Isla Nublar en de Las Cinco Muertes op kaart.

De filmmakers keerden terug naar de Kualoa Ranch in O'ahu, gebruikt in elke Jurassic Park-film met Isla Nublar. Andere stand-ins voor Isla Nublar waren He'eia Small Boat Harbor in He'eia, Hawaii, die Nublars kust representeerde, en de jungle rond He'eia. Het Isla Nublar-strand waar Owen, Claire en Franklin aanspoelen, werd gefilmd aan Hãlona Blowhole in O'ahu, terwijl de hoofdstraat werd gereconstrueerd in Papailoa Beach, ook in O'ahu.

## Het echte Isla Nublar

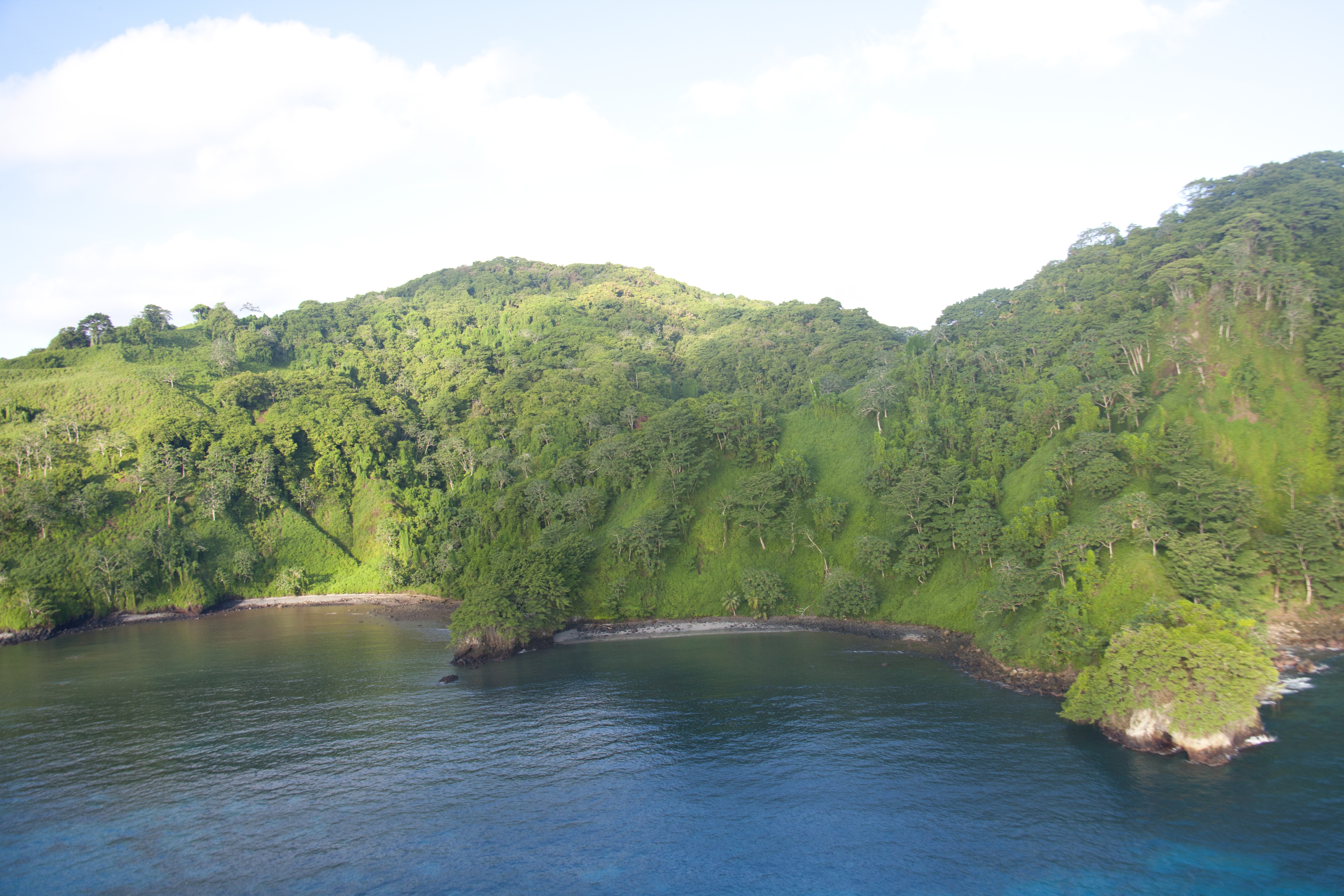

Er is gespeculeerd dat Crichton Nublar losjes baseerde op Isla del Coco, of Cocoseiland, in de oostelijke Stille Oceaan. Cocoseiland is een Costa Ricaans Nationaal Park 550 kilometer van de westkust van Costa Rica. Net zoals Isla Nubla heeft het een hoge regenval het hele jaar rond en is ook het enige eiland in heel de oostelijke Stille Oceaan met nevelwouden. Ook de fysieke geografie is vergelijkbaar met Isla Nublar; het eiland wordt bewaakt door hoge klippen, robuust terrein en tropische vegetatie. Het is eigenlijk veel kleiner dan Nublar, met oppervlakte van 23,85 km². Door zijn beschermde status is het gesloten voor het publiek en alleen toegankelijk voor parkofficieren.